# 鮮蝦濃湯 (澳門)

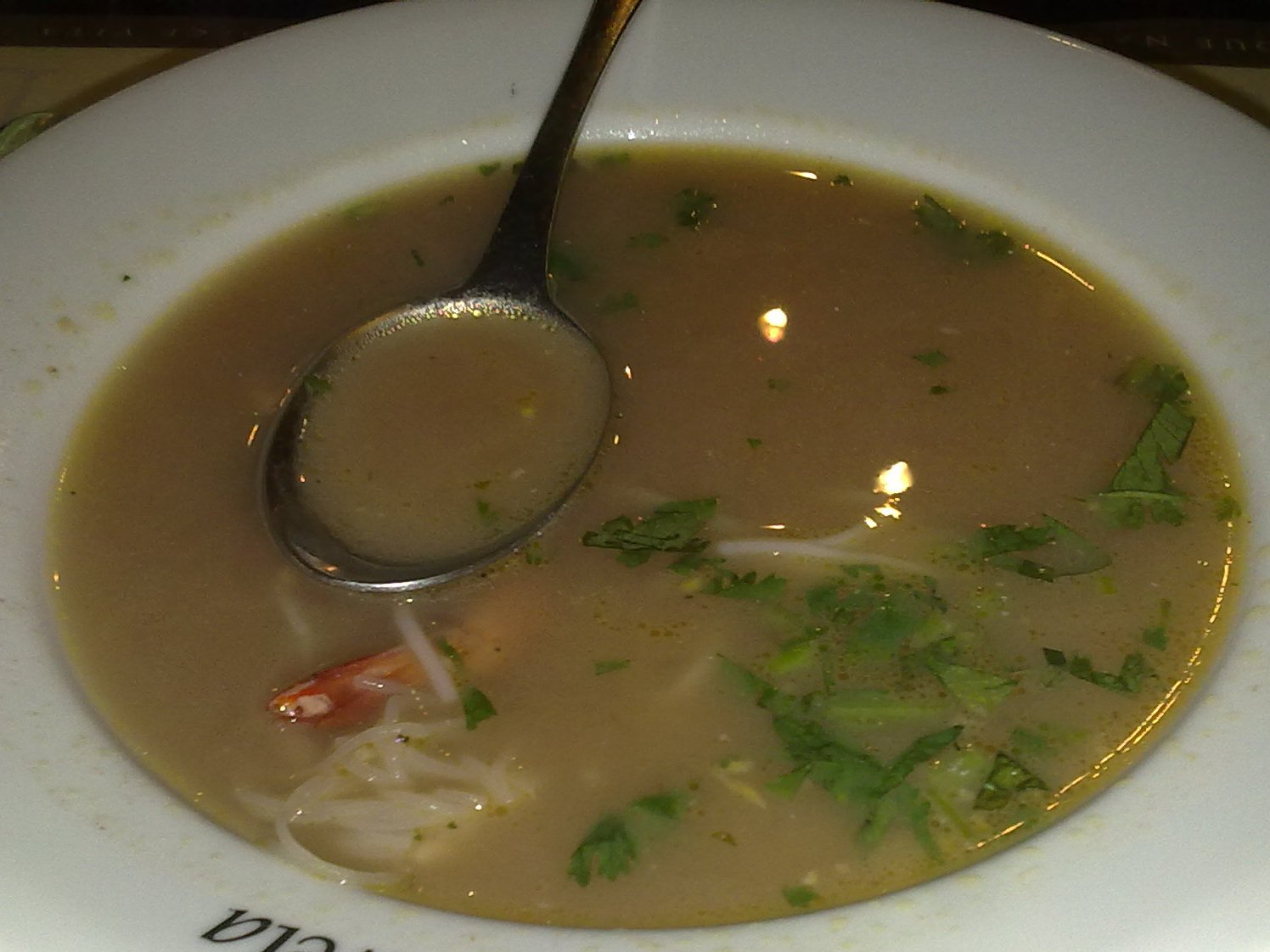
鮮蝦濃湯

澳門的鮮蝦濃湯  是當地土生葡人菜餚裡的一道湯。

## 歷史
鮮蝦濃湯的根源來自位於馬來亞半島的馬六甲，並被認為是從馬來西亞菜叻沙演變出來的。
鮮蝦濃湯的葡文名 (Lacassá) 於澳門土生葡語裡有米粉的意思，而此道湯亦含有米粉。

## 食用
由於鮮蝦濃湯裡不含紅肉，而傳統上天主教教徒必須在平安夜守齋，所以鮮蝦濃湯往往成為澳門土生葡人平安夜餐桌上出現的的一道菜。
傳統上，鮮蝦濃湯亦會在土生葡人的肥茶 (Cha Gordo) 中出現。